# Bowling tại Đại hội Thể thao Đông Nam Á 1985
Bowling tại Đại hội Thể thao Đông Nam Á năm 1985 được tổ chức từ ngày 10 đến 15 tháng 12 năm 1985 tại Star Bowl, Bangkok, Thái Lan. Số nội dung thi đấu của môn Bowling tại kì này giảm xuống còn 12 trong đó có 6 nội dung cho nam và 6 nội dung cho nữ. 
Kì đại hội này chứng kiến sự cạnh tranh mạnh mẽ giữa Thái Lan và Philippines, cả hai giành được số huy chương vàng lần lượt là 5 và 4. Trong khi đó, đoàn Singapore từng thống trị Bowling tại kì SEA Games 1983 nhưng chỉ giành được 1 huy chương vàng tại kì đại hội này.

## Tóm tắt kết quả
| Nội dung         | Vàng        | Bạc         | Đồng        |
| ---------------- | ----------- | ----------- | ----------- |
| Đơn              | Malaysia    | Philippines | Thái Lan    |
| Đôi              | Philippines | Thái Lan    | Thái Lan    |
| Đội 3 người      | Thái Lan    | Singapore   | Malaysia    |
| Đội 5 người      | Thái Lan    | Malaysia    | Philippines |
| Master           | Philippines | Thái Lan    | Thái Lan    |
| Men's Match Play | Thái Lan    | Thái Lan    | Philippines |
|                  |             |             |             |
| Đơn              | Thái Lan    | Malaysia    | Singapore   |
| Đôi              | Philippines | Indonesia   | Philippines |
| Nhóm 3 người     | Singapore   | Indonesia   | Thái Lan    |
| Nhóm 5 người     | Philippines | Indonesia   | Singapore   |
| Master           | Indonesia   | Singapore   | Malaysia    |
| Match Play       | Thái Lan    | Thái Lan    | Philippines |

## Bảng huy chương
| Hạng               | Đoàn               | Vàng | Bạc | Đồng | Tổng số |
| ------------------ | ------------------ | ---- | --- | ---- | ------- |
| 1                  | Thái Lan (THA)     | 5    | 4   | 4    | 13      |
| 2                  | Philippines (PHI)  | 4    | 1   | 3    | 8       |
| 3                  | Indonesia (INA)    | 1    | 3   | 0    | 4       |
| 4                  | Malaysia (MAS)     | 1    | 2   | 2    | 5       |
| 4                  | Singapore (SIN)    | 1    | 2   | 2    | 5       |
| Tổng số (5 đơn vị) | Tổng số (5 đơn vị) | 12   | 12  | 11   | 35      |